# Politică lingvistică
Politica lingvistică a unui stat este reprezentată de  un set de legi, reguli și orientări adoptate de autoritățile statului în raport cu limba sau limbile existente sau utilizate pe teritoriul respectivei țări. Aceasta include adoptarea unei limbi oficiale, determină învățarea sa, statutul limbilor minoritare precum și atitudinea de  raportare și  protejare a limbii față de influența culturilor străine. 
O altă definiție mai generală ar fi că, politica lingvistică este o colecție de măsuri de stat, prin care sunt vizate anume, reglementări al limbii pentru țara respectivă. Politica de limbă poate să privească o singură țară, precum și organizațiile internaționale, de exemplu. Uniunea Europeană.